# Faustí I
Faustí I (Petit-Goave, Haití, 15 d'agost de 1782-ibídem, 3 d'agost de 1873) va ser un militar i polític haitià. Va ser president entre 1847 i 1849 i emperador d'Haití des de 1849 fins a 1859.

## Biografia
Fill de Maria Catalina Soulouque i de pare desconegut, va néixer esclau de casta Mandinga en Petit-Goâve, Haití, el 15 d'agost de 1782. Va ser alliberat en 1793 i va prendre part en les guerres civils de finalitats del segle xviii i la insurrecció contra els francesos.
En 1810 va ser tinent de l'escorta de cavalleria del President Alexandre Pétion, va ser ascendit a capità pel President Jean Pierre Boyer i en 1820 va ser designat comandant del districte de Plaisance. En 1843 es va unir als partidaris de Charles Rivière-Hérard, que ho va ascendir a coronel. El President Philippe Guerrier ho va ascendir a brigadier general i el President Jean-Baptiste Riché a tinent general. En 1845 va ser designat Comandant de la Guàrdia Nacional.
En morir Riché, al febrer de 1847, els senadors Ardouin i Dupuy ho van proposar per a la presidència, arguyendo a favor seu que no sabia llegir ni escriure i pensant que seria el seu dòcil instrument. Va ser escollit President de la República l'1 de març de 1847, però contràriament a l'imaginat per Ardouin i Dupuy, va demostrar la seva forta voluntat i va començar a afavorir els negres contra els mulats. Una conspiració de mulats va ser reprimida amb confiscacions, proscripcions i execucions. Els soldats negres van efectuar una matança general en Port-au-Prince, que només va cessar quan el cònsol francès Charles Reybaud va amenaçar amb un desembarcament de soldats del seu país.
En 1848 va ser designat President Vitalici d'Haití, d'acord amb la constitució de 1846. Al març de 1849 va intentar envair la República Dominicana amb un exèrcit de 4000 homes, però va ser derrotat en la Batalla de les Carreres pel general Pedro Santana el 21 d'abril d'aquest any en els veïnatges de Ocoa pel que va haver de retirar-se.
El 26 d'agost de 1849 el Senat va proclamar l'Imperi d'Haití i al general Soulouque com a emperador amb el nom de Faustí I, per decisió unànime del poder legislatiu. Es va envoltar d'una luxosa cort, va crear una nova noblesa haitiana, va fundar ordres civils i militars i va emetre una constitució de caràcter autoritari. Al desembre de 1849 va contreure nupcias amb Adélina Léveque, que li va donar una filla, la princesa Oliva. El 18 d'abril de 1852, en unió del seu consort, va ser coronat amb gran pompa pel vicari de Port-au-Prince.
A finalitats de 1855 va intentar envair novament la República Dominicana i una altra vegada va ser derrotat per Santana en la Batalla de Santomé. A l'any següent va fracassar en un altre intent derrotat en la Batalla de Sabana Llarga.
Haití va caure llavors en una nova crisi econòmica, la qual cosa va portar diverses insurreccions que van anar durament reprimides. Al desembre de 1858 va esclatar una nova revolta, encapçalada pel general Fabre Geffrard, duc de Tabara, que després de diversos xocs amb les forces imperials va entrar a la capital el 15 de gener de 1859. Els soldats de Faustino I es van negar a combatre i el monarca es va refugiar en el consolat francès. Poc després se li va permetre abandonar el país amb rumb a Jamaica a bord del buc britànic Melbourne, portant amb si a la seva família i una gran quantitat de diners i pedres precioses. Els seus béns a Haití van ser confiscats per les noves autoritats.
Al març de 1867 es va permetre la seva tornada al país. Va morir en Petit Goave el 3 d'agost de 1873, als noranta anys. La seva filla, la princesa Oliva, va casar amb Amitié Lubin; el seu germà el príncep Alexandre Joan Josep Soulouque va deixar un fill, el també príncep Manville Josep que va morir en 1875.
El nom de Faustí I va fer que molts anys després de la seva mort, en 1920, el soldat nord-americà Faustin Wirkus fos proclamat rei de l'illa haitiana de la Gonâve amb el nom de Faustí II.

## Distincions honorífiques
L'Emperador Faustí I va fundar diverses ordres haitianas que van ser concedides tant a haitians com a estrangers. En virtut d'això, va ostentar la màxima dignitat en les següents ordres:
- Fundador i Gran Maestre de l'Ordre de Sant Faustí
- Fundador i Gran Maestre de l'Ordre de la Creu de la Legió d'Honor Haitiana
- Fundador i Gran Maestre de l'Ordre de Santa María Magdalena
- Fundador i Gran Maestre de l'Ordre de Santa Ana (Haití)